# أنتوني بارنيز
أنتوني بارنيز (بالإنجليزية: Anthony Barness)‏ (25 فبراير 1973 في المملكة المتحدة - ) هو لاعب كرة قدم بريطاني في مركز الدفاع. لعب مع بولتون واندررز وتشارلتون أثلتيك وتشيلسي ونادي ليويس ونادي ميدلزبره ونادي بليموث أرجايل ونادي ساوثيند يونايتد وغرايز أتلاتيك ‏.

## وصلات خارجية
- أنتوني بارنيز على موقع قاعدة بيانات كرة القدم.إي يو (الإنجليزية)
- أنتوني بارنيز على موقع Soccerbase.com (لاعب) (الإنجليزية)
- أنتوني بارنيز على موقع عالم كرة القدم.نت (الإنجليزية)